# Korpisaari (ö i Finland, Norra Savolax, Norra Savolax, lat 63,17, long 26,57)
Korpisaari är en ö i Finland. Den ligger i sjön Nilakka och i kommunen Pielavesi i den ekonomiska regionen  Övre Savolax ekonomiska region  och landskapet Norra Savolax, i den centrala delen av landet, 300 km norr om huvudstaden Helsingfors. Öns area är 10,4 hektar och dess största längd är 0,5 kilometer i nord-sydlig riktning.